# 불꽃의 알펜로제 쥬디와 랜디
불꽃의 알펜로제 쥬디와 랜디는 타츠노코 프로덕션이 제작한 TV 애니메이션 시리즈이다. 순정 만화 알펜로제를 원작으로 한다. 1985년 4월 6일부터 1985년 10월 5일까지 후지 TV에서 총 20화로 방영되었다.
대한민국에서는 《알프스의 장미》라는 제목으로 1995년 2월 27일부터 1995년 5월 2일까지 KBS에서 방영되었다.

## 이야기
룬디는 1930년대 초에 스위스에서 숙모, 삼촌과 함께 사는 어린 소년이다. 어느날 알프스를 돌아다니는 동안, 룬디는 비행기 추락사고의 유일한 생존자인 어린 소녀를 발견하고 모든 기억을 잃게 된다. 그녀는 쥬디로 명명되고 그와 함께 자라게 된다. 그들이 함께 자라면서 쥬디와 룬디는 서로에 대한 깊은 우정을 이루게 된다.

## 등장인물
- 룬디
- 쥬디
- 프리템프스

## 에피소드 목록
제1화 운명의 전주곡
제2화 도망자
제3화 기억속의 멜로디
제4화 기차에서 만난 사람
제5화 천재음악가 레온
제6화 내 이름은 알리시아
제7화 조국에 바치는 노래
제8화 스위스를 향해
제9화 위험한 여행
제10화 그리운 부모님
제11화 불타버린 우정
제12화 두명의 알리시아
제13화 트론산의 음모
제14화 다시 찾아온 이별
제15화 에디타의 피아노
제16화 정의의 꼬마영웅 한스
제17화 타란튤라의 정체
제18화 구르몽 백작의 부활
제19화 위기일발
제20화 무너진 야망(최종회)